# Гернет Володимир Олександрович
Володимир Олександрович Гернет (нар. 1 червня 1870 — пом. 7 лютого 1929) — російський вчений-енохімік, піонер світового есперанто-руху, почесний громадянин Одеси.

## Біографія
Народився 1 червня 1870 року. У 1898 році заківчив природничий відділ фізико-математичного факультету Новоросійського університету (Одеса) з дипломом I ступеня. З 1898 року — старший лаборант Одеської хімічної лабораторії, потім завідувач лабораторією. У 1910 році перейшов на Одеську виноробну науково-дослідну станцію російських виноградарів і виноробів на посаду заступник директора, з 1913 року — завідувач станцією. Був організатором державного розплідника експериментальної бази і опорних пунктів станції. Одночасно, у 1900—1915 роках, викладав хімію і товарознавство в комерційних школах Одеси, а також, у 1915—1917 роках, курс енохіміі на вищих курсах при виноробній станції.
З 1899 року — співробітник журналу «Вісник виноробства», з 1926 року входить до складу редколегії журналу. Видавав журнал «Вісник дослідної фізики та елементарної математики», був членом міської громади турботи про дітей, а у 1894—1897 роках — засновником і першим головою Одеського міського товариства «Есперо». У 1895—1897 роках видавав і редагував єдину в світі міжнародну газету на мові есперанто «Lingvo internacia». Перекладав на мову есперанто твори російської класичної літератури, зокрема, твори В. Г. Короленка.
Помер 7 лютого 1929 року.

## Наукова діяльність
У 1915 році під редакцією Гернета вийла в світ праця «Керівництво до дослідження виноградного вина». Гернет узагальнив і опублікував результати роботи виноробної станції за 20 років її існування. Автор праць з аналізу вина, концентрування сусла і вина, їх спиртування, виморожування вина, утилізації виноградних вичавок, польовому досвіду в виноградарстві.

## Вшанування пам'яті
Ім'я В. О. Гернета, як піонера світового есперанто-руху, увійшло в усі енциклопедії та довідкові видання з історії світового есперанто-руху.
У липні 2011 року в Інституті виноградарства і виноробства імені В. Є. Таїрова була відкрита мармурова меморіальна дошка Володимиру Гернету з написами на есперанто:

Vladimir Gernet (1870—1929)

Unua gvidanto de vinologia stacio

de rusaj vinberistoj kaj vinfaristoj (1910—1921)

Fondinto de unua Odesa esperanto klubo (1894)

Pionero de internacia esperanto-movado

і російській мові:

Владимир Александрович Гернет (1870—1929)

Первый заведующий винодельческой станцией

Русских виноградарей и виноделов (1910—1921)

Пионер международного движения

Эсперантистов